# George Dickinson
Pour les articles homonymes, voir Dickinson.
Pas d'image ? Cliquez ici

a Compétitions nationales et continentales officielles uniquement.

Dernière mise à jour le 14 janvier 2025.
George Ritchie Dickinson, né le 11 mars 1903 à Dunedin et mort le 17 mars 1978 à Lower Hutt, est un joueur de rugby et de cricket néo-zélandais, qui évoluait au poste de centre.

## Carrière
Sportif naturellement doué, il a été international néo-zélandais dans deux sports, le rugby et le cricket. C'est l'un des sept joueurs internationaux néo-zélandais à avoir réalisé une telle performance. En rugby à XV il fait partie des All Blacks à seulement 19 ans avant d'avoir été sélectionné pour sa province. Il joue 5 matchs mais pas de test match Or, contrairement à ce que pouvait faire Jeff Wilson plus tard, le cricket et le rugby à l'époque, se jouent la même saison et ils ne sont donc pas compatibles.
Il abandonne le rugby pour le cricket à 22 ans. En cricket, George Dickinson dispute 3 tests pour l'Équipe de Nouvelle-Zélande de cricket de 1930 à 1932.

## Club

### Rugby à XV
- Otago Boys High School 1918 à 1921
- Kaikorai
- Province d'Otago 1922 à 1924

## Statistiques en équipe nationale
- 0 sélection avec les All Blacks
- 5 matchs non-officiels en 1922